# Dicaelus elongatus
Dicaelus elongatus är en skalbaggsart som beskrevs av Franco Andrea Bonelli. Dicaelus elongatus ingår i släktet Dicaelus och familjen jordlöpare. Inga underarter finns listade i Catalogue of Life.